# Mesophylax africanus
Mesophylax africanus is een schietmot uit de familie Limnephilidae. De soort komt voor in het Palearctisch gebied.